# Noir nórdico

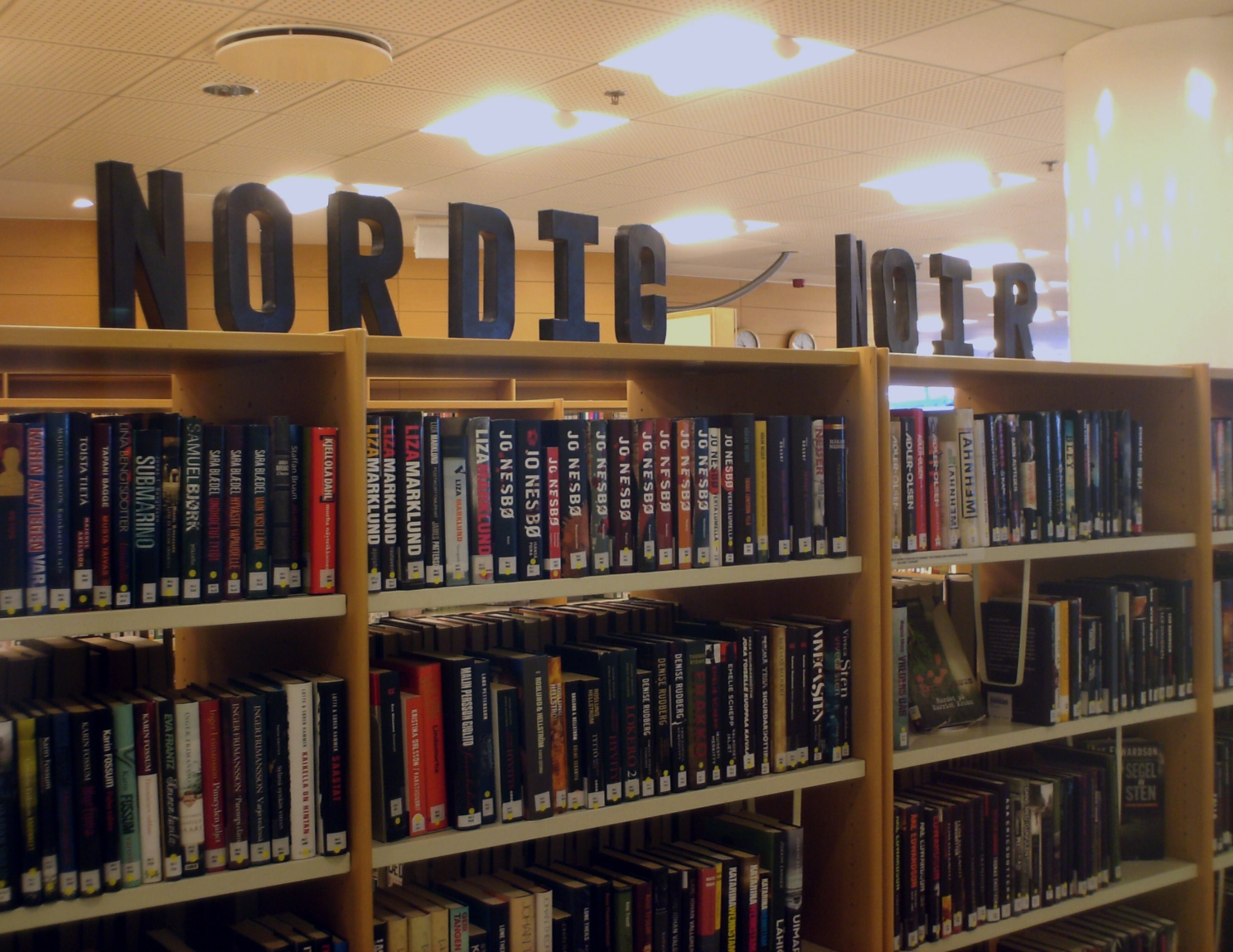
Noir nórdico en una biblioteca en Helsinki, Finlandia

El noir nórdico (pronúnciese /nwaʀ/), también conocido como noir escandinavo o scandinoir, es un género literario de ficción policíaca, generalmente escrito desde el punto de vista policial y ambientado en Escandinavia o en otros países nórdicos. El lenguaje es simple y evita la metáfora y se localiza en paisajes sombríos que dan como resultado un estado de ánimo oscuro y moralmente complejo, que representa una tensión entre la superficie social nórdica aparentemente tranquila e insípida, y el asesinato, la misoginia, la violación y el racismo que sitúa en los cimientos. En este sentido, contrasta con el estilo whodunit con el estereotipo de casa de campo inglesa. La popularidad del noir nórdico se ha extendido al cine y la televisión, con ejemplos como The Killing o The Bridge.

## Origen del género
Hay diferentes puntos de vista sobre los orígenes, pero la mayoría de los comentaristas están de acuerdo en que el género se había establecido como un género literario en la década de 1990; El escritor sueco Henning Mankell, a quien se ha referido a veces como «el padre del nórdico nórdico», señala que la serie de novelas Martin Beck de Maj Sjöwall y Per Wahlöö «rompió con las tendencias anteriores en la ficción criminal» y fue pionera en un nuevo estilo: «Ellos fueron influenciados e inspirados por el escritor estadounidense Ed McBain. Se dieron cuenta de que había un enorme territorio inexplorado en el que las novelas criminales podían formar el marco para historias que contenían críticas sociales». Kerstin Bergman señala que «lo que hizo que las novelas de Sjöwall y Wahlöö se destaquen de la ficción criminal anterior, y lo que lo hizo tan influyente en las décadas siguientes, fue, sobre todo, la inclusión consciente de una perspectiva crítica en la sociedad sueca».
Los libros de Henning Mankell sobre Kurt Wallander convirtieron el género en un fenómeno de masas en la década de 1990. Los libros de la autora noruega Karin Fossum sobre el Inspector Sejer también fueron muy influyentes y ampliamente traducidos. El autor británico Barry Forshaw sugirió que la novela atmosférica  La señorita Smila y su especial percepción de la nieve, de Peter Høeg, fue «enormemente influyente» como el verdadero progenitor de la «Nueva Ola escandinava» y, al establecer su heroína contraintuitiva en Copenhague y Groenlandia, inauguró la corriente de crimen ficticio escandinavo.
Un crítico opina que «la ficción policíaca nórdica tiene un prestigio más respetable... que la ficción de género similar producida en Gran Bretaña o los Estados Unidos». El lenguaje, los héroes y la configuración son tres elementos comunes en este género, que presenta un estilo de escritura simple y directo sin metáfora. Las novelas suelen ser de policía procesal, y se centran en el trabajo monótono y cotidiano del policía, aunque no siempre implican la investigación simultánea de varios delitos. Los ejemplos incluyen Los hombres que no amaban a las mujeres y el resto de la saga Millennium de Stieg Larsson, la serie de detectives Kurt Wallander de Henning Mankell y las novelas de Martin Beck de Maj Sjöwall y Per Wahlöö.

## Características
Algunos críticos atribuyen el éxito del género a un estilo distintivo y atractivo, «realista, simple y preciso... y despojado de palabras innecesarias».  Sus protagonistas son típicamente detectives malhumorados o desgastados por las preocupaciones y lejos de ser simplemente heroicos. De esta manera, las vidas de los protagonistas arrojan luz sobre los defectos de la sociedad, que están más allá del crimen mismo. Esto se asocia con la forma en que este género a menudo aborda un misterio de asesinato que está relacionado con varias historias y temas, como la investigación de la cara oscura de la sociedad moderna. Esto se demuestra en el caso de la película Insomnia (1997, adaptada en 2002) que presentaban la resolución del crimen vinculada al declive del estado de bienestar nórdico.
Una descripción del nórdico nórdico citó que se caracteriza por una estética débilmente iluminada, combinada con un ritmo lento y melancólico, así como de historias con varias capas.  menudo presenta una mezcla de naturalismo sombrío y ubicaciones desconsoladas, con un enfoque en el sentido del lugar donde pueden suceder cosas malas. Estas fueron las emociones distintivas de la serie Bordertown, que se combinaron aún más con una atmósfera que surge del miedo a Rusia.
Las obras también deben algo al sistema político de Escandinavia, donde se ve que la aparente igualdad, la justicia social y el liberalismo del modelo nórdico de bienestar ocultan secretos oscuros y odios ocultos. La trilogía Millennium de Stieg Larsson, por ejemplo, se ocupa de la misoginia y la violación, mientras que Faceless Killers de Henning Mankell se centran en el fracaso de Suecia para integrar a su población inmigrante.

## Televisión
El término «noir nórdico» también se aplica a películas y series de televisión en este género, tanto adaptaciones de novelas como guiones originales. Ejemplos notables son El asesinato, El puente, Atrapado, Bordertown y Marcella.
El crítico Boyd Tonkin ha sugerido que las islas Shetland y las Hébridas Exteriores (británicas, aunque fuertemente influenciadas por la cultura nórdica) han producido autores en una tradición aliada, si no exactamente idéntica. Los exponentes incluyen a Ann Cleeves, cuyos libros de Shetland han sido adaptados para la televisión, así como Lewis Trilogy de Peter May. El ritmo narrativo relativamente más lento de los dramas criminales del Reino Unido Broadchurch, The Missing and River también se atribuye a una influencia «noir escandinava».
Los programas originales subtitulados han demostrado ser más populares entre el público británico. Las adaptaciones internacionales como The Tunnel (adaptado de The Bridge) tienen su propia identidad mientras mantienen una afinidad estilística y temática con la serie original. Mientras que el cine estadounidense llevó la versión cinematográfica en inglés de The Girl with the Dragon Tattoo a una audiencia mundial, recibió aplausos y fue un éxito de taquilla, las adaptaciones estadounidenses como The Killing han tenido menos éxito crítico y han demostrado ser menos populares en términos de la reacción del público que las producciones originales, un ejemplo es el interés permanente en la serie Intercrime de Arne Dahl, originalmente titulada The A Team, y sus adaptaciones televisivas.

## Autores
Los autores que han contribuido a la creación y el establecimiento de este género incluyen:
Noruegos
- Alex Dahl
- Kjell Ola Dahl
- Karin Fossum
- Anne Holt
- Jørn Lier Horst
- Hans Olav Lahlum
- Jo Nesbø
- Pernille Rygg
- Gunnar Staalesen
- Christer Mjåset
- Thomas Enger

Suecos
- Jan Arnald (Arne Dahl)
- Karin Alvtegen
- Majgull Axelsson
- Annika Bryn
- LiseLotte Divelli
- Åke Edwardson
- Kerstin Ekman
- Kjell Eriksson
- Mari Jungstedt
- P. C. Jersild
- Mons Kallentoft
- Robert Karjel
- Camilla Läckberg
- Jens Lapidus
- Åsa Larsson
- Stieg Larsson
- Göran Lundin
- Henning Mankell
- Liza Marklund
- Håkan Nesser
- Leif G. W. Persson
- Maj Sjöwall and Per Wahlöö
- Johan Theorin
- Helene Tursten

Finlandeses
- Leena Lehtolainen
- Reijo Mäki
- Mikko Porvali
- Matti Rönkä

Islandeses
- Arnaldur Indriðason
- Yrsa Sigurðardóttir

Daneses
- Jussi Adler-Olsen
- Leif Davidsen
- Peter Høeg
- Michael Larsen

Feroeses
- Jógvan Isaksen

## Lectura complementaria
- Bergman, Kerstin (2014). Ficción de Delito sueco: El Haciendo de nórdico Noir. La mímesis Internacional. ISBN 978-88-575-1983-8
- Forshaw, Barry (2013). Nordic Noir: The Pocket Essential Guide to Scandinavian Crime Fiction, Film & TV. Harpenden: Pocket Essentials. ISBN 978-1-84243-987-6.
- Nestingen, Andrew & Arvas, Paula, eds. (2011). Ficción de Delito escandinavo. Universidad de Prensa de Gales.

- Datos: Q7429985